# Medalles del Cercle d'Escriptors Cinematogràfics de 1967
La cerimònia de lliurament de les medalles del Cercle d'Escriptors Cinematogràfics de 1967 va tenir lloc el 29 de març de 1968 al Cinema Mola de Madrid. Va ser el vint-i-tresè lliurament de aquestes medalles, atorgades per primera vegada vint-i-dos anys abans pel Cercle d'Escriptors Cinematogràfics (CEC). Els premis tenien per finalitat distingir als professionals del cinema espanyol i estranger pel seu treball durant l'any 1967. Després del repartiment de guardons es va projectar el film Bonnie i Clyde.
El nombre de guardons va disminuir respecte a l'edició anterior a catorze. El premi als millors decorats es va denominar en aquesta ocasió «Medalla a la millor ambientació». Es va concedir un premi especial a la Federació Nacional de Cine-Clubs en el seu desè aniversari. La triomfadora va ser per segon any consecutiu una pel·lícula dirigida per Carlos Saura, Peppermint frappé, que va guanyar quatre medalles: millor pel·lícula, millor actor, millor guió i millor fotografia.

## Llista de medalles
| Categoria                    | Premiat                                  | Labor premiada                           |
| ---------------------------- | ---------------------------------------- | ---------------------------------------- |
| Millor pel·lícula            | Peppermint frappé                        | Pel·lícula                               |
| Millor director              | Miguel Picazo                            | Oscuros sueños de agosto                 |
| Millor actriu                | Sonia Bruno                              | Oscuros sueños de agosto                 |
| Millor actor                 | José Luis López Vázquez                  | Peppermint frappé                        |
| Millor fotografia            | Luis Cuadrado                            | Peppermint frappé Si volvemos a vernos   |
| Millor música                | Carmelo Bernaola                         | Días de viejo color Si volvemos a vernos |
| Millor ambientació           | Pablo Runyan                             | Si volvemos a vernos                     |
| Millor guió                  | Rafael Azcona Angelino Fons Carlos Saura | Peppermint frappé                        |
| Premi José de la Cueva       | Fernando Moreno Viñuelas                 |                                          |
| Millor pel·lícula estrangera | Dos en la carretera                      | Pel·lícula                               |
| Premi Antonio Barbero        | Pedro Olea                               | Días de viejo color                      |
| Millor llibre                | Pedro Rodrigo                            | Enciclopedia del cine                    |
| Labor periodística           | José Luis Martínez Redondo               |                                          |
| Premi especial               | Federación Nacional de Cine-Clubs        | Pel seu desè aniversari                  |